# Kalendarium rządu Ewy Kopacz
Kalendarium rządu Ewy Kopacz opisuje powołanie rządu Ewy Kopacz, zmiany na stanowiskach ministrów, sekretarzy stanu, podsekretarzy stanu, wojewodów i wicewojewodów, a także zmiany personalne na kierowniczych stanowiskach w urzędach centralnych podległych Radzie Ministrów.

## Proces powołania rządu
- 15 września 2014 – Prezydent RP Bronisław Komorowski desygnował na Prezesa Rady Ministrów Ewę Kopacz, powierzając jej misję sformowania rządu[1].
- 22 września 2014 – powołanie przez Prezydenta RP Bronisława Komorowskiego i zaprzysiężenie Prezesa Rady Ministrów wraz ze składem Rady Ministrów[2][3].

## Exposé i wotum zaufania
- 1 października 2014 Ewa Kopacz wygłosiła exposé i złożyła wniosek do Sejmu o udzielenie wotum zaufania.
- Uchwałą Sejmu z 1 października 2014 Rada Ministrów Ewy Kopacz otrzymała wotum zaufania. Za jego udzieleniem głosowało 259 posłów, przeciw opowiedziało się 183. 7 posłów wstrzymało się od głosu. Większość bezwzględna konieczna do uzyskania wotum zaufania wynosiła 225 głosów. Poparcia Radzie Ministrów udzieliły kluby parlamentarne: Platformy Obywatelskiej, Polskiego Stronnictwa Ludowego i Twojego Ruchu. Przeciw były kluby: Prawa i Sprawiedliwości, Sojuszu Lewicy Demokratycznej i Sprawiedliwej Polski[4].

## Zmiany w rządzie
Poniżej znajduje się lista zmian personalnych na stanowiskach ministrów, sekretarzy stanu, podsekretarzy stanu, wojewodów i wicewojewodów.

### Rok 2014
| Powołanie | Odwołanie |
| 22 września 2014 | 22 września 2014 |
| --- | --- |
| - Janusza Piechocińskiego na urzędy wiceprezesa Rady Ministrów i ministra gospodarki, - Tomasza Siemoniaka na urzędy wiceprezesa Rady Ministrów i ministra obrony narodowej, - Bartosza Arłukowicza na urząd ministra zdrowia, - Andrzeja Biernata na urząd ministra sportu i turystyki, - Jacka Cichockiego na urząd ministra-członka Rady Ministrów, - Cezarego Grabarczyka na urząd ministra sprawiedliwości, - Macieja Grabowskiego na urząd ministra środowiska, - Andrzeja Halickiego na urząd ministra administracji i cyfryzacji, - Włodzimierza Karpińskiego na urząd ministra skarbu państwa, - Joanny Kluzik-Rostkowskiej na urząd ministra edukacji narodowej, - Leny Kolarskiej-Bobińskiej na urząd ministra nauki i szkolnictwa wyższego, - Władysława Kosiniaka-Kamysza na urząd ministra pracy i polityki społecznej, - Małgorzaty Omilanowskiej na urząd ministra kultury i dziedzictwa narodowego, - Teresy Piotrowskiej na urząd ministra spraw wewnętrznych, - Marka Sawickiego na urząd ministra rolnictwa i rozwoju wsi, - Grzegorza Schetyny na urząd ministra spraw zagranicznych, - Mateusza Szczurka na urząd ministra finansów, - Marii Wasiak na urząd ministra infrastruktury i rozwoju. | – |
| 23 września 2014 | |
| - Iwony Sulik na stanowiska sekretarza stanu w Kancelarii Premiera i rzecznika prasowego Rządu. | - Małgorzaty Kidawy-Błońskiej, sekretarza stanu w Kancelarii Premiera, ze stanowiska rzecznika prasowego Rządu (powołana na to stanowisko w 7 stycznia 2014). - Igora Ostachowicza ze stanowiska sekretarza stanu w Kancelarii Premiera (powołany na to stanowisko w styczniu 2010). |
| 24 września 2014 | |
| - Rafała Trzaskowskiego na stanowisko sekretarza stanu w Ministerstwie Spraw Zagranicznych. - Jolanty Gruszki na stanowisko szefowej Gabinetu Politycznego Premiera. | - Piotra Serafina ze stanowiska sekretarza stanu w Ministerstwie Spraw Zagranicznych (powołany na to stanowisko 22 maja 2012). |
| wrzesień 2014 | |
| – | - Jacka Krawczyka ze stanowiska wiceprezesa Rządowego Centrum Legislacji (powołany na to stanowisko 3 stycznia 2008). |
| 5 listopada 2014 | |
| - Moniki Zbrojewskiej na stanowisko podsekretarza stanu w Ministerstwie Sprawiedliwości. | - Michała Królikowskiego ze stanowiska podsekretarza stanu w Ministerstwie Sprawiedliwości (powołany na to stanowisko 14 grudnia 2011). |
| 18 listopada 2014 | |
| - Wojciecha Kowalczyka na stanowiska sekretarza stanu w Ministerstwie Gospodarki i pełnomocnika Rządu ds. restrukturyzacji górnictwa węgla kamiennego. | - Wojciecha Kowalczyka ze stanowiska podsekretarza stanu w Ministerstwie Skarbu Państwa (powołany na to stanowisko 16 czerwca 2014). - Pawła Grasia ze stanowiska sekretarza stanu w Kancelarii Premiera (powołany na to stanowisko 23 lutego 2009). |
| 19 listopada 2014 | |
| - Jarosława Nenemana na stanowisko podsekretarza stanu w Ministerstwie Finansów. | – |
| 27 listopada 2014 | |
| - Grzegorza Karpińskiego na stanowisko sekretarza stanu w Ministerstwie Spraw Wewnętrznych. | - Grzegorza Karpińskiego ze stanowiska podsekretarza stanu w Ministerstwie Spraw Wewnętrznych (powołany na to 24 stycznia 2014). |
| 28 listopada 2014 | |
| – | - Jacka Gulińskiego ze stanowiska podsekretarza stanu w Ministerstwa Nauki i Szkolnictwa Wyższego (powołany na to stanowisko 10 lutego 2012). |
| 30 listopada 2014 | |
| – | - Tomasza Orłowskiego ze stanowiska podsekretarza stanu w Ministerstwie Spraw Zagranicznych (powołany na to stanowisko 1 września 2014). - Andrzeja Pilota ze stanowiska wicewojewody śląskiego (powołany na to stanowisko 28 lutego 2013). |
| 1 grudnia 2014 | |
| – | - Alicji Wosik ze stanowiska wicewojewody podkarpackiego (powołana na to stanowisko 14 lutego 2012). - Pawła Bejdy ze stanowiska wicewojewody łódzkiego (powołany na to stanowisko 25 kwietnia 2012). - Grzegorza Dziubka ze stanowiska wicewojewody świętokrzyskiego (powołany na to stanowisko 16 lipca 2012). - Zbigniewa Ostrowskiego ze stanowiska wicewojewody kujawsko-pomorskiego (powołany na to stanowisko 1 lutego 2011). - Macieja Żywno ze stanowiska wojewody podlaskiego (powołany na to stanowisko 28 listopada 2007).                                          |
| 4 grudnia 2014 | |
| - Marka Wójcika na stanowisko podsekretarza stanu w Ministerstwie Administracji i Cyfryzacji. | - Małgorzaty Olszewskiej ze stanowiska podsekretarza stanu w Ministerstwie Administracji i Cyfryzacji (powołana na to stanowisko 1 marca 2012). |
| 15 grudnia 2014 | |
| - Konrada Pawlika na stanowisko podsekretarza stanu w Ministerstwie Spraw Zagranicznych. | - Ewy Mańkowskiej ze stanowiska wicewojewody dolnośląskiego (powołana na to stanowisko 15 lutego 2012). |
| 18 grudnia 2014 | |
| – | - Adama Zdziebło ze stanowiska sekretarza stanu w Ministerstwie Infrastruktury i Rozwoju (powołany na to stanowisko 28 listopada 2013). - Marcina Kubiaka ze stanowiska podsekretarza stanu w Ministerstwie Infrastruktury i Rozwoju (powołany na to stanowisko 28 listopada 2013). - Janusza Żbika ze stanowiska podsekretarza stanu w Ministerstwie Infrastruktury i Rozwoju (powołany na to stanowisko 28 listopada 2013). - Zbigniewa Klepackiego ze stanowiska podsekretarza stanu w Ministerstwie Infrastruktury i Rozwoju (powołany na to stanowisko 28 listopada 2013). |
| 19 grudnia 2014 | |
| - Doroty Idzi na stanowisko podsekretarza stanu w Ministerstwie Sportu i Turystyki. | - Tomasza Jędrzejczaka ze stanowiska sekretarza stanu w Kancelarii Premiera (powołany na to stanowisko 26 lutego 2013). - Cezarego Rzemka ze stanowiska podsekretarza stanu w Ministerstwie Zdrowia (powołany na to stanowisko 28 maja 2009). - Katarzyny Sobierajskiej ze stanowiska podsekretarza stanu w Ministerstwie Sportu i Turystyki (powołana na to stanowisko 5 lutego 2008). - Jerzego Ostroucha ze stanowiska wojewody lubuskiego (powołany na to stanowisko 29 kwietnia 2013).                                                                                     |
| 22 grudnia 2014 | |
| - Andrzeja Meyera na stanowisko wojewody podlaskiego. - Doroty Kinal na stanowisko wicewojewody wielkopolskiego. - Roberta Brochockiego na stanowisko wiceprezesa Rządowego Centrum Legislacji. | - Andrzeja Harężlaka ze stanowiska wicewojewody małopolskiego (powołany na to stanowisko 4 kwietnia 2011). |
| 23 grudnia 2014 | |
| - Jarosława Klimasa na stanowisko wicewojewody łódzkiego. - Pawła Olszaka na stanowisko wicewojewody świętokrzyskiego. | – |

### Rok 2015
| Powołanie | Odwołanie |
| 2 stycznia 2015 | 2 stycznia 2015 |
| --- | --- |
| - Tomasza Jędrzejczaka na stanowisko podsekretarza stanu w Ministerstwie Sportu i Turystyki. | - Urszuli Pasławskiej ze stanowiska podsekretarza stanu w Ministerstwie Skarbu Państwa (powołana na to stanowisko 20 czerwca 2012). |
| styczeń 2015 | |
| - Andżeliki Możdżanowskiej na stanowisko sekretarza stanu w Kancelarii Premiera. - Jakuba Jaworowskiego, sekretarza Rady Gospodarczej przy Premierze, na stanowisko sekretarza stanu w Kancelarii Premiera. | - Aleksandra Soplińskiego ze stanowiska podsekretarza stanu w Ministerstwie Zdrowia (powołany na to stanowisko 29 lutego 2012). - Przemysława Krzyżanowskiego ze stanowiska podsekretarza stanu Ministerstwie Edukacji Narodowej (powołany na to stanowisko 30 stycznia 2013). - Jakuba Jaworowskiego, sekretarza Rady Gospodarczej przy Premierze, ze stanowiska podsekretarza stanu w Kancelarii Premiera (powołany na to stanowisko 25 marca 2014). - Jolanty Gruszki ze stanowiska szefowej Gabinetu Politycznego Premiera (powołana na to stanowisko 24 września 2014). |
| 7 stycznia 2015 | |
| - Urszuli Augustyn na stanowiska pełnomocnika Rządu ds. bezpieczeństwa w szkołach w Ministerstwie Edukacji Narodowej i sekretarza stanu w tym resorcie. - Beaty Małeckiej-Libery na stanowiska sekretarza stanu w Ministerstwie Zdrowia i pełnomocnika Rządu ds. projektu ustawy o zdrowiu publicznym. - Waldemara Sługockiego na stanowisko sekretarza stanu w Ministerstwie Infrastruktury i Rozwoju.         | – |
| 12 stycznia 2015 | |
| - Elżbiety Rusielewicz na stanowisko wicewojewody kujawsko-pomorskiego. | – |
| 13 stycznia 2015 | |
| - Grażyny Borek na stanowisko wicewojewody podkarpackiego. - Mirosława Szemli na stanowisko wicewojewody śląskiego. | – |
| 22 stycznia 2015 | |
| – | - Iwony Sulik ze stanowisk sekretarza stanu w Kancelarii Premiera i rzecznika prasowego Rządu (powołana na to stanowisko 23 września 2014). |
| 26 stycznia 2015 | |
| - Katarzyny Osos na stanowisko wojewody lubuskiego. | – |
| 29 stycznia 2015 | |
| – | - Jacka Włodarskiego ze stanowiska dyrektora generalnego Służby Więziennej (powołany na to stanowisko 2 października 2010). |
| 30 stycznia 2015 | |
| - Jacka Kitlińskiego na stanowisko dyrektora generalnego Służby Więziennej. | – |
| 3 lutego 2015 | |
| - Małgorzaty Kidawy-Błońskiej, sekretarza stanu w Kancelarii Premiera, na stanowisko rzecznika prasowego rządu. - Marcina Kierwińskiego na stanowiska szefa Gabinetu Politycznego Premiera i sekretarza stanu w Kancelarii Premiera. - Michała Kamińskiego na stanowisko sekretarza stanu w Kancelarii Premiera. - Jacka Rostowskiego na stanowisko szefa Zespołu Doradców Politycznych Prezesa Rady Ministrów. | – |
| 4 lutego 2015 | |
| - Wojciecha Kowalczyka, pełnomocnika Rządu ds. restrukturyzacji górnictwa węgla kamiennego, na stanowisko sekretarza stanu w Ministerstwie Skarbu Państwa. | - Wojciecha Kowalczyka, pełnomocnika Rządu ds. restrukturyzacji górnictwa węgla kamiennego, ze stanowiska sekretarza stanu w Ministerstwie Gospodarki (powołany na to stanowisko 18 listopada 2014). |
| 9 lutego 2015 | |
| - Sławomira Żałobkę na stanowisko podsekretarza stanu w Ministerstwie Infrastruktury i Rozwoju. | – |
| 16 lutego 2015 | |
| - Anny Łukasik na stanowisko podsekretarza stanu w Ministerstwie Zdrowia. - Wojciecha Szczepanika na stanowisko wicewojewody małopolskiego. | – |
| 23 lutego 2015 | |
| - Cezarego Cieślukowskiego na stanowisko podsekretarza stanu w Ministerstwie Zdrowia. | – |
| 25 lutego 2015 | |
| - Cezarego Gabryjączyka na stanowisko podsekretarza stanu w Ministerstwie Skarbu Państwa. | – |
| 19 marca 2015 | |
| - Artura Radziwiłła, podsekretarza stanu w Ministerstwie Finansów, na stanowisko pełnomocnika Rządu ds. wspierania reform na Ukrainie. | |
| 24 kwietnia 2015 | |
| – | - Władysława Bartoszewskiego ze stanowisk sekretarza stanu w Kancelarii Premiera i pełnomocnika Premiera ds. dialogu międzynarodowego (powołany na te stanowiska 21 listopada 2007) (odwołany w związku ze śmiercią). |
| 30 kwietnia 2015 | |
| – | - Cezarego Grabarczyka z urzędu ministra sprawiedliwości (powołany na to stanowisko 22 września 2014). - Wojciecha Dzierzgowskiego ze stanowiska wicewojewody podlaskiego (powołany na to stanowisko 30 stycznia 2008). |
| 4 maja 2015 | |
| - Borysa Budki na urząd ministra sprawiedliwości. | – |
| 11 maja 2015 | |
| - Juranda Dropa na stanowisko podsekretarza stanu w Ministerstwie Administracji i Cyfryzacji. | – |
| 14 maja 2015 | |
| - Pawła Olszewskiego na stanowiska sekretarza stanu w Ministerstwie Infrastruktury i Rozwoju i pełnomocnika Rządu do spraw regulacji i harmonizacji obszaru bezpieczeństwa transportu i ruchu drogowego. | – |
| 29 maja 2015 | |
| - Joanny Bronowickiej na stanowisko wicewojewody dolnośląskiego. | – |
| 30 maja 2015 | |
| – | - Zbigniewa Rynasiewicza ze stanowisk sekretarza stanu w Ministerstwie Infrastruktury i Rozwoju i pełnomocnika Rządu ds. zarządzania infrastrukturą drogową (powołany na te stanowiska 28 listopada 2013). |
| maj 2015 | |
| - Bogusława Ulijasza na stanowisko sekretarza stanu w Ministerstwie Sportu i Turystyki. | - Michała Deskura ze stanowisk sekretarza stanu w Kancelarii Premiera (powołany na to stanowisko 27 lutego 2013) i zastępcy szefa KPRM (powołany na to stanowisko 7 marca 2013). - Bogusława Ulijasza ze stanowiska podsekretarza stanu w Ministerstwie Sportu i Turystyki (powołany na to stanowisko 23 kwietnia 2013). |
| 10 czerwca 2015 | |
| – | - Bartosza Arłukowicza z urzędu ministra zdrowia (powołany na ten urząd 22 września 2014). - Andrzeja Biernata z urzędu ministra sportu i turystyki (powołany na ten urząd 22 września 2014). - Włodzimierza Karpińskiego z urzędu ministra skarbu państwa (powołany na ten urząd 22 września 2014). - Rafała Baniaka ze stanowiska podsekretarza stanu w Ministerstwie Skarbu Państwa (powołany na to stanowisko 1 grudnia 2011). - Stanisława Gawłowskiego ze stanowiska sekretarza stanu w Ministerstwie Środowiska (powołany na to stanowisko 16 listopada 2007). - Tomasza Tomczykiewicza ze stanowiska sekretarza stanu w Ministerstwie Gospodarki (powołany na to stanowisko 20 grudnia 2011). - Jacka Cichockiego, ministra-członka Rady Ministrów i szefa Kancelarii Prezesa Rady Ministrów, ze stanowiska koordynatora służb specjalnych. - Jacka Rostowskiego ze stanowiska szefa Zespołu Doradców Politycznych Prezesa Rady Ministrów (powołany na to stanowisko 3 lutego 2015). |
| 15 czerwca 2015 | |
| - Marka Biernackiego na stanowiska sekretarza stanu w Kancelarii Prezesa Rady Ministrów i koordynatora służb specjalnych. - Anny Nemś na stanowisko sekretarza stanu w Ministerstwie Gospodarki. | – |
| 16 czerwca 2015 | |
| - Andrzeja Czerwińskiego na urząd ministra skarbu państwa. - Adama Korola na urząd ministra sportu i turystyki. - Mariana Zembali na urząd ministra zdrowia. - Doroty Niedzieli na stanowisko sekretarza stanu w Ministerstwie Środowiska. - Katarzyny Kępki na stanowisko podsekretarza stanu w Ministerstwie Środowiska.                                                                                      | - Anny Łukasik ze stanowiska podsekretarza stanu w Ministerstwie Zdrowia (powołana na to stanowisko 16 lutego 2015). |
| 23 czerwca 2015 | |
| – | - Piotra Spyry ze stanowiska wicewojewody śląskiego (powołany na to stanowisko 17 lutego 2011). |
| 25 czerwca 2015 | |
| - Cezarego Tomczyka na stanowiska sekretarza stanu w Kancelarii Prezesa Rady Ministrów i Rzecznika prasowego Rządu RP. | - Małgorzaty Kidawy-Błońskiej ze stanowisk sekretarza stanu w Kancelarii Prezesa Rady Ministrów (powołana na to stanowisko 7 stycznia 2014) i rzecznika prasowego rządu (powołana na to stanowisko 3 lutego 2015). |
| lipiec 2015 | |
| – | - Romana Dmowskiego ze stanowiska podsekretarza stanu w Ministerstwie Administracji i Cyfryzacji (powołany na to stanowisko 12 września 2013). - Andrzeja Dycha ze stanowiska podsekretarza stanu w Ministerstwie Gospodarki (powołany na to stanowisko 21 grudnia 2011). - Małgorzaty Marcińskiej ze stanowiska podsekretarza stanu w Ministerstwie Pracy i Polityki Społecznej (powołana na to stanowisko 23 maja 2013). |
| 2 lipca 2015 | |
| - Gabrieli Lenartowicz na stanowisko wicewojewody śląskiego. | - Tomasza Szubieli ze stanowiska podsekretarza stanu w Ministerstwie Spraw Wewnętrznych (powołany na to stanowisko 9 czerwca 2014). |
| 6 lipca 2015 | |
| - Przemysława Kuny na stanowisko podsekretarza stanu w Ministerstwie Spraw Wewnętrznych. | – |
| 7 lipca 2015 | |
| - Wiesława Żylińskiego na stanowisko wicewojewody podlaskiego. | – |
| 23 lipca 2015 | |
| - Wojciecha Chmielewskiego na stanowisko podsekretarza stanu w Ministerstwie Skarbu Państwa. | – |
| 3 sierpnia 2015 | |
| - Anny Łukasik na stanowisko podsekretarza stanu w Ministerstwie Zdrowia. | – |
| 4 sierpnia 2015 | |
| - Jana Grabca na stanowisko podsekretarza stanu w Ministerstwie Administracji i Cyfryzacji. | – |
| sierpień 2015 | |
| – | - Marka Wójcika ze stanowiska podsekretarza stanu w Ministerstwie Administracji i Cyfryzacji (powołany na to stanowisko 4 grudnia 2014). |
| wrzesień 2015 | |
| – | - Jacka Męciny ze stanowiska sekretarza stanu w Ministerstwie Pracy i Polityki Społecznej (powołany na to stanowisko 18 kwietnia 2012). - Piotra Gryski ze stanowiska wiceprezesa Rządowego Centrum Legislacji (powołany na to stanowisko 16 listopada 2009). |
| 7 października 2015 | |
| – | - Andrzeja Meyera ze stanowiska wojewody podlaskiego (powołany na to stanowisko 22 grudnia 2014). |
| 23 października 2015 | |
| – | - Moniki Zbrojewskiej ze stanowiska podsekretarza stanu w Ministerstwie Sprawiedliwości (powołana na to stanowisko 5 listopada 2014). |
| październik 2015 | |
| – | - Piotra Stachańczyka ze stanowiska sekretarza stanu w Ministerstwie Spraw Wewnętrznych (powołany na to stanowisko 25 listopada 2011). |
| listopad 2015 | |
| – | - Arkadiusza Bąka ze stanowiska podsekretarza stanu w Ministerstwie Gospodarki (powołany na to stanowisko 1 sierpnia 2014). - Leszka Soczewicy ze stanowiska podsekretarza stanu w Ministerstwie Spraw Zagranicznych (powołany na to stanowisko 29 lipca 2014). - Henryki Mościckiej-Dendys ze stanowiska podsekretarza stanu w Ministerstwie Spraw Zagranicznych (powołany na to stanowisko 16 kwietnia 2013). - Zdzisława Gawlika ze stanowiska sekretarza stanu w Ministerstwie Skarbu Państwa (powołany na to stanowisko 1 lipca 2013). - Stanisława Huskowskiego ze stanowiska sekretarza stanu w Ministerstwie Administracji i Cyfryzacji (powołany na to stanowisko 6 czerwca 2013). - Jana Grabca ze stanowiska podsekretarza stanu w Ministerstwie Administracji i Cyfryzacji (powołany na to stanowisko 4 sierpnia 2015). - Urszuli Augustyn ze stanowiska sekretarza stanu w Ministerstwie Edukacji Narodowej (powołana na to stanowisko 7 stycznia 2015). - Izabeli Leszczyny ze stanowiska sekretarza stanu w Ministerstwie Finansów (powołana na to stanowisko 11 kwietnia 2013). - Janusza Cichonia ze stanowiska sekretarza stanu w Ministerstwie Finansów (powołany na to stanowisko 15 stycznia 2013). - Katarzyny Osos ze stanowiska wojewody lubuskiego (powołana na to stanowisko 26 stycznia 2015). |
| 10 listopada 2015 | |
| – | - Kazimierza Plocke ze stanowiska sekretarza stanu w Ministerstwo Rolnictwa i Rozwoju Wsi (powołany na to stanowisko 23 listopada 2007). - Piotra Florka ze stanowiska wojewody wielkopolskiego (powołany na to stanowisko 29 listopada 2007). |
| 11 listopada 2015 | |
| – | - Doroty Niedzieli ze stanowiska sekretarza stanu w Ministerstwie Środowiska (powołana na to stanowisko 16 czerwca 2015). - Wojciecha Wilka ze stanowiska wojewody lubelskiego (powołany na to stanowisko 12 marca 2014). - Ryszarda Wilczyńskiego ze stanowiska wojewody opolskiego (powołany na to stanowisko 29 listopada 2007). - Gabrieli Lenartowicz ze stanowiska wicewojewody śląskiego (powołana na to stanowisko 2 lipca 2015). |
| 16 listopada 2015 | |
| – | - Janusza Piechocińskiego z urzędów wiceprezesa Rady Ministrów i ministra gospodarki (powołany na te urzędy 22 września 2014), - Tomasza Siemoniaka z urzędów wiceprezesa Rady Ministrów i ministra obrony narodowej (powołany na te urzędy 22 września 2014), - Jacka Cichockiego z urzędu ministra-członka Rady Ministrów (powołany na ten urząd 22 września 2014), - Macieja Grabowskiego z urzędu ministra środowiska (powołany na ten urząd 22 września 2014), - Andrzeja Halickiego z urzędu ministra administracji i cyfryzacji (powołany na ten urząd 22 września 2014), - Joanny Kluzik-Rostkowskiej z urzędu ministra edukacji narodowej (powołana na ten urząd 22 września 2014), - Leny Kolarskiej-Bobińskiej z urzędu ministra nauki i szkolnictwa wyższego (powołana na ten urząd 22 września 2014), - Władysława Kosiniaka-Kamysza z urzędu ministra pracy i polityki społecznej (powołany na ten urząd 22 września 2014), - Małgorzaty Omilanowskiej z urzędu ministra kultury i dziedzictwa narodowego (powołana na ten urząd 22 września 2014), - Teresy Piotrowskiej z urzędu ministra spraw wewnętrznych (powołana na ten urząd 22 września 2014), - Marka Sawickiego z urzędu ministra rolnictwa i rozwoju wsi (powołany na ten urząd 22 września 2014), - Grzegorza Schetyny z urzędu ministra spraw zagranicznych (powołany na ten urząd 22 września 2014), - Mateusza Szczurka z urzędu ministra finansów (powołany na ten urząd 22 września 2014), - Marii Wasiak z urzędu ministra infrastruktury i rozwoju (powołana na ten urząd 22 września 2014), - Borysa Budki z urzędu ministra sprawiedliwości (powołana na ten urząd 4 maja 2015), - Andrzeja Czerwińskiego z urzędu ministra skarbu państwa (powołana na ten urząd 16 czerwca 2015), - Adama Korola z urzędu ministra sportu i turystyki (powołana na ten urząd 16 czerwca 2015), - Mariana Zembali z urzędu ministra zdrowia (powołana na ten urząd 16 czerwca 2015), - Pawła Olszewskiego ze stanowiska sekretarza stanu w Ministerstwie Infrastruktury i Rozwoju (powołany na to stanowisko 12 maja 2015). - Małgorzaty Fuszary ze stanowisk sekretarza stanu w Kancelarii Premiera i pełnomocnika Rządu ds. równego traktowania (powołana na te stanowiska 22 lipca 2014). - Jakuba Jaworowskiego ze stanowiska sekretarza stanu w Kancelarii Premiera (powołany na to stanowisko w styczniu 2015) i wiceprzewodniczącego Komitetu Stałego Rady Ministrów (powołany na to stanowisko w maju 2015). - Andżeliki Możdżanowskiej ze stanowiska sekretarza stanu w Kancelarii Premiera (powołana na to stanowisko w styczniu 2015). - Michała Kamińskiego ze stanowiska sekretarza stanu w Kancelarii Premiera (powołany na to stanowisko 3 lutego 2015). - Marcina Kierwińskiego ze stanowisk sekretarza stanu w Kancelarii Premiera i szefa Gabinetu Politycznego Premiera (powołany na te stanowiska 3 lutego 2015). - Marka Biernackiego ze stanowisk sekretarza stanu w Kancelarii Premiera i koordynatora ds. służb specjalnych (powołany na te stanowiska 15 czerwca 2015). - Cezarego Tomczyka ze stanowisk sekretarza stanu w Kancelarii Premiera i rzecznika prasowego rządu (powołany na te stanowiska 25 czerwca 2015). - Jarosława Dudy ze stanowisk sekretarza stanu w Ministerstwie Pracy i Polityki Społecznej i pełnomocnika Rządu ds. osób niepełnosprawnych (powołany na te stanowiska 21 listopada 2007). - Radosława Mleczko ze stanowiska podsekretarza stanu w Ministerstwie Pracy i Polityki Społecznej (powołany na to stanowisko 8 stycznia 2008). - Marka Buciora ze stanowiska podsekretarza stanu w Ministerstwie Pracy i Polityki Społecznej (powołany na to 5 listopada 2008). - Elżbiety Seredyn ze stanowiska podsekretarza stanu w Ministerstwie Pracy i Polityki Społecznej (powołana na to stanowisko 19 listopada 2012). - Grzegorza Karpińskiego ze stanowiska sekretarza stanu w Ministerstwie Spraw Wewnętrznych (powołany na to stanowisko 27 listopada 2014). - Stanisława Rakoczego ze stanowiska podsekretarza stanu w Ministerstwie Spraw Wewnętrznych (powołany na to stanowisko 28 listopada 2011). - Przemysława Kuny ze stanowiska podsekretarza stanu w Ministerstwie Spraw Wewnętrznych (powołany na to stanowisko 6 lipca 2015). - Waldemara Sługockiego ze stanowiska sekretarza stanu w Ministerstwie Infrastruktury i Rozwoju (powołany na to stanowisko 7 stycznia 2015). - Doroty Pyć ze stanowiska podsekretarza stanu w Ministerstwie Infrastruktury i Rozwoju (powołana na to stanowisko 28 listopada 2013). - Iwony Wendel ze stanowiska podsekretarza stanu w Ministerstwie Infrastruktury i Rozwoju (powołana na to stanowisko 28 listopada 2013). - Marcelego Niezgody ze stanowiska podsekretarza stanu w Ministerstwie Infrastruktury i Rozwoju (powołany na to stanowisko 28 listopada 2013). - Pawła Orłowskiego ze stanowiska podsekretarza stanu w Ministerstwie Infrastruktury i Rozwoju (powołany na to stanowisko 28 listopada 2013). - Sławomira Żałobki ze stanowiska podsekretarza stanu w Ministerstwie Infrastruktury i Rozwoju (powołany na to stanowisko 9 lutego 2015). - Jerzego Pietrewicza ze stanowiska sekretarza stanu w Ministerstwie Gospodarki (powołany na to stanowisko 7 lutego 2013). - Anny Nemś ze stanowiska sekretarza stanu w Ministerstwie Gospodarki (powołana na to stanowisko 15 czerwca 2015). - Grażyny Henclewskiej ze stanowiska podsekretarza stanu w Ministerstwie Gospodarki (powołana na to stanowisko 10 lipca 2008). - Ilony Antoniszyn-Klik ze stanowiska podsekretarza stanu w Ministerstwie Gospodarki (powołana na to stanowisko 24 listopada 2011). - Mariusza Haładyja ze stanowiska podsekretarza stanu w Ministerstwie Gospodarki (powołany na to stanowisko 1 lutego 2012). - Magdaleny Młochowskiej ze stanowiska podsekretarza stanu w Ministerstwie Administracji i Cyfryzacji (powołana na to stanowisko 2 lutego 2012). - Bogdana Dombrowskiego ze stanowiska podsekretarza stanu w Ministerstwie Administracji i Cyfryzacji (powołany na to stanowisko 1 września 2013). - Juranda Dropa ze stanowiska podsekretarza stanu w Ministerstwie Administracji i Cyfryzacji (powołany na to stanowisko 11 maja 2015). |

## Powołania i odwołania w administracji rządowej
| Powołanie | Odwołanie |
| 6 października 2014 | 6 października 2014 |
| --- | --- |
| - Aleksandry Porady na stanowisko zastępcy Głównego Lekarza Weterynarii.                                                         | – |
| 3 listopada 2014 | |
| - Grzegorza Błażewicza na stanowisko zastępcy Rzecznika Praw Pacjenta.                                                           | – |
| 11 lutego 2015 | |
| - Krzysztofa Gajewskiego na stanowisko Komendanta Głównego Policji.                                                              | - Marka Działoszyńskiego ze stanowiska Komendanta Głównego Policji (powołany na to stanowisko 10 stycznia 2012), - Krzysztofa Gajewskiego ze stanowiska I zastępcy Komendanta Głównego Policji (powołany na to stanowisko w styczniu 2012). |
| 19 lutego 2015 | |
| - Mirosława Schosslera na stanowisko I zastępcy Komendanta Głównego Policji.                                                     | – |
| 23 lutego 2015 | |
| - Piotra Marciniaka na stanowisko zastępcy szefa Agencji Bezpieczeństwa Wewnętrznego.                                            | – |
| 24 lutego 2015 | |
| - Cezarego Popławskiego na stanowisko zastępcy Komendanta Głównego Policji.                                                      | – |
| 31 marca 2015 | |
| – | - Zbigniewa Derdziuka ze stanowiska prezesa Zakładu Ubezpieczeń Społecznych (powołany na to stanowisko 2 października 2009). |
| 1 kwietnia 2015 | |
| - Elżbiecie Łopacińskiej powierzenie obowiązków prezesa Zakładu Ubezpieczeń Społecznych.                                         | – |
| 23 kwietnia 2015 | |
| - Tomaszowi Rudnickiemu powierzenie obowiązków dyrektora Generalnej Dyrekcji Dróg Krajowych i Autostrad.                         | - Ewy Tomali-Boruckiej z powierzenia obowiązków dyrektora Generalnej Dyrekcji Dróg Krajowych i Autostrad (powołana na to stanowisko 13 lutego 2014).                                                                                        |
| kwiecień 2015 | |
| – | - Krzysztofa Zalewskiego ze stanowiska wiceprezesa Agencji Restrukturyzacji i Modernizacji Rolnictwa (powołany na to stanowisko 1 lipca 2013).                                                                                              |
| 15 maja 2015 | |
| - Roberta Władysława Bauera na stanowisko dyrektora Instytutu Geodezji i Kartografii.                                            | – |
| lipiec 2015 | |
| - Krzysztofa Niemczuka na stanowisko dyrektora Państwowego Instytutu Weterynaryjnego – Państwowego Instytutu Badawczego.         | – |
| 3 sierpnia 2015 | |
| - Marka Posobkiewicza na stanowisko Głównego Inspektora Sanitarnego.                                                             | - Marka Posobkiewicza z powierzenia obowiązków Głównego Inspektora Sanitarnego (powołany na to stanowisko 22 sierpnia 2012). |
| wrzesień 2015 | |
| - Dariuszowi Piastowi, wiceprezesowi Urzędu Zamówień Publicznych, powierzenie obowiązków prezesa Urzędu Zamówień Publicznych.    | - Izabeli Jakubowskiej z powierzenia obowiązków prezesa Urzędu Zamówień Publicznych (powołana na to stanowisko 9 grudnia 2013) oraz wiceprezesa Urzędu Zamówień Publicznych.                                                                |
| 16 września 2015 | |
| - Grzegorza Hudzika na stanowisko zastępcy Głównego Inspektora Sanitarnego.                                                      | – |
| 17 września 2015 | |
| – | - Zofii Ulz ze stanowiska Głównego Inspektora Farmaceutycznego. |
| 25 września 2015 | |
| - Izabeli Kucharskiej na stanowisko zastępcy Głównego Inspektora Sanitarnego.                                                    | – |
| 1 października 2015 | |
| - Ilony Kowalskiej na stanowisko zastępcy prezesa Agencji Mienia Wojskowego.                                                     | – |
| 1 listopada 2015 | |
| - Zbigniewowi Niewójtowi, zastępcy Głównego Inspektora Sanitarnego, powierzenie obowiązków Głównego Inspektora Farmaceutycznego. | – |
| listopad 2015 | |
| – | - Julity Jaśkiewicz ze stanowiska wiceprezesa Narodowego Funduszu Zdrowia (powołana na to stanowisko 18 sierpnia 2014). |